# Aleksei Lvov
Aleksei Lvov   (Tallinn, 5 de juny de 1798 - Kaunas, 28 de desembre de 1870), nom complet amb patronímic Aleksei Fiódorovitx Lvov, rus: Алексе́й Фёдорович Львов, fou un violinista, compositor i militar rus. Fou el compositor de l'himne nacional rus.
Des de la seva infància revela grans aptituds per la música, i als vuit anys ja executava al violí les composicions més difícils. Als 17 ingressà en l'exèrcit, i el temps que les seves ocupacions li deixaven lliure, el dedicava a l'estudi dels clàssics.
Fou ajudant de camp de l'emperador Nicolau i director de l'escola de cant de la cort de 1837 a 1861. Entre les seves composicions figuren les òperes Blanca i Gualteri (1845), Ondina (1846), L'stàrosta (1854), i La brodadora.
A més, se li deuen l'himne imperial rus Déu salvi el Tsar; Cants antics de totes les parts de l'ofici diví del ritu grec a Rússia, harmonitzada a quatre parts; sis Salms, i nombroses composicions per a violí.